# Firmino di Amiens
San Firmino di Amiens (Pamplona, 272 – Amiens, 25 settembre 303) fu il primo vescovo di Amiens, di cui fondò la chiesa. Spagnolo di origine, fu patrono di Amiens e Lesaka, nonché co-patrono di Navarra, venne decapitato nel 303.

## Agiografia
Secondo la leggenda nacque a Pompaelo (l'attuale Pamplona), figlio di un senatore pagano di nome Firmo, probabilmente un alto funzionario dell'amministrazione romana di Pamplona nel III secolo, e di una nobile dama di nome Eugenia. L'insegnamento di sant'Onesto, che era arrivato alla penisola dopo esser stato miracolosamente liberato dalla sua prigione a Carcassonne, commosse i genitori, che tuttavia non si convertirono fino a quando sentirono san Saturnino di Tolosa. Il santo avrebbe battezzato Firmino e i suoi genitori nel luogo che oggi si chiama comunemente pocico de San Cernin.
Sotto la tutela di Onesto il giovane Firmino apprese la religione e l'arte della predica. Ai 18 anni di età fu mandato a Tolosa, dove sarebbe stato ordinato sacerdote. Dopo aver predicato in Navarra, andò in Francia, dove si stabilì ad Amiens. Avendo organizzato la costruzione della chiesa locale fu nominato vescovo all'età di 24 anni. L'opposizione del potere ufficiale alla dottrina cristiana gli procurò il carcere dove, dopo essersi rifiutato di smettere di predicare, fu decapitato. Nel 1186 il vescovo Pietro di Parigi portò da Amiens a Pamplona una reliquia della testa di Firmino.

## Festa
Attualmente la sua festa viene celebrata il 7 luglio. A Pamplona, si festeggia l'evento con un encierro di fama internazionale, i Sanfermines.

## Omonimi
Esistono altri due santi con il nome di San Firmino di Amiens (dei quali un altro vescovo di Amiens):
- Firmino di Amiens, abate, celebrato l'11 marzo ma di dubbia esistenza[3].
- Firmino di Amiens, vescovo di Amiens, vissuto nel V secolo, celebrato il 14 gennaio[4].